# Linie 4 (Metro Mailand)
Die Linie 4 ist eine vollautomatisch betriebene, unterirdische Linie der Metropolitana di Milano im italienischen Mailand. Ein erster Abschnitt vom Flughafen nach Dateo wurde am 26. November 2022 in Betrieb genommen. Die Fertigstellung der Linie war ursprünglich für 2015 im Rahmen der Arbeiten für die Mailänder Expo geplant. Verzögerungen bei Planung, Finanzierung und Bauarbeiten zwangen jedoch dazu, die Eröffnung zu verschieben.
Die Linie ist 15,0 Kilometer lang und umfasst 21 Stationen. Die Kennfarbe der Linie ist Dunkelblau. Die erwartete jährliche Fahrgastzahl beträgt 87 Millionen Fahrgäste. Die geschätzten Gesamtkosten belaufen sich auf rund 1,7 Milliarden Euro. 786 Millionen Euro werden von der italienischen Regierung bereitgestellt, 512 Millionen Euro kommen von privaten Investoren und 400 Millionen Euro von der Stadtverwaltung Mailand. Die Strecke ist für automatisierten Fahrbetrieb mit fahrerlosen Zügen ausgestattet und für eine Kapazität von 24.000 bis 28.000 Fahrgästen pro Stunde und Richtung ausgelegt.
Für die Bauarbeiten verantwortlich war ein Konsortium des Mailänder städtischen Verkehrsunternehmens ATM Milano und der Baufirma Webuild.

## Strecke

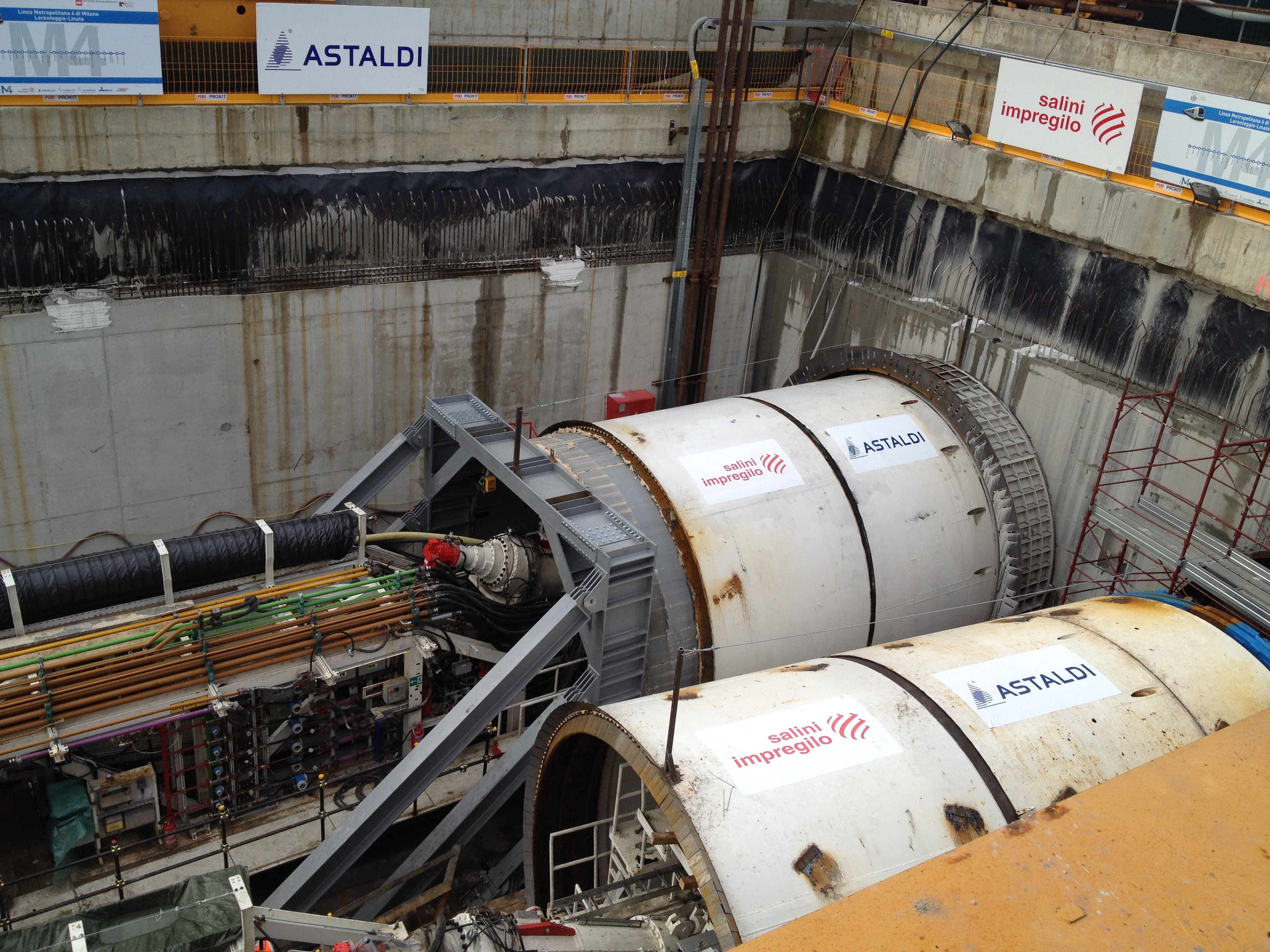
Die Tunnelbohrmaschine die für das Projekt benutzt wird, 2014

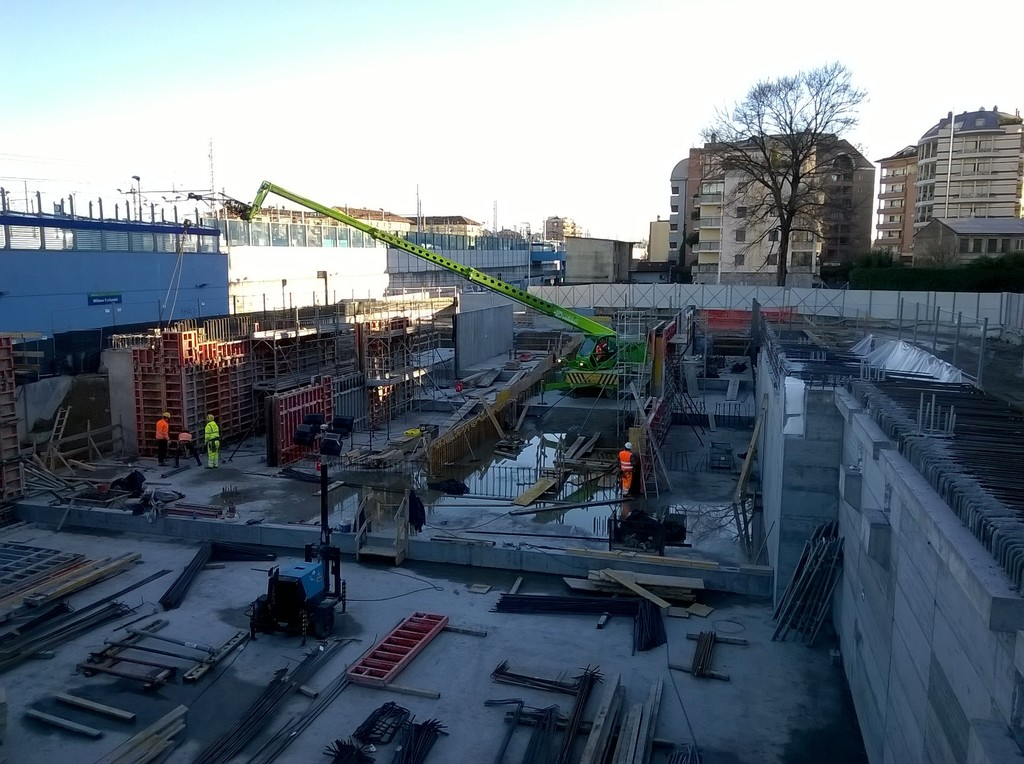
Die Forlanini FS Station im Bau in 2016

Die Linie verbindet den südwestlichen Stadtteil Lorenteggio über das Stadtzentrum mit dem Flughafen Linate im Osten.
| Stationsname       | Transfer  | Eröffnung         |
| ------------------ | --------- | ----------------- |
| San Cristoforo     |           | 12. Oktober 2024  |
| Segneri            |           | 12. Oktober 2024  |
| Gelsomini          |           | 12. Oktober 2024  |
| Frattini           |           | 12. Oktober 2024  |
| Tolstoj            |           | 12. Oktober 2024  |
| Bolivar            |           | 12. Oktober 2024  |
| California         |           | 12. Oktober 2024  |
| Coni Zugna         |           | 12. Oktober 2024  |
| Sant’Ambrogio      |           | 12. Oktober 2024  |
| De Amicis          |           | 12. Oktober 2024  |
| Vetra              |           | 12. Oktober 2024  |
| Santa Sofia        |           | 12. Oktober 2024  |
| Sforza-Policlinico | (Missori) | 12. Oktober 2024  |
| San Babila         |           | 4. Juli 2023      |
| Tricolore          |           | 4. Juli 2023      |
| Dateo              |           | 26. November 2022 |
| Susa               |           | 26. November 2022 |
| Argonne            |           | 26. November 2022 |
| Stazione Forlanini |           | 26. November 2022 |
| Repetti            |           | 26. November 2022 |
| Linate Aeroporto   |           | 26. November 2022 |

## Fahrzeuge
Auf der Strecke fahren 37 vierteilige Triebfahrzeuge des von AnsaldoBreda entwickelten vollautomatischen Typs, die von Hitachi Rail Italy in Reggio Calabria hergestellt werden. Aufgrund von Produktionsproblemen, die durch die Lockdowns verursacht wurden, wurden einige Wagen zur Endausstattung zum Hitachi-Werk Newton Aycliffe in England geschickt.